# Prestozuch
Prestozuch (Prestosuchus) – rodzaj dużego drapieżnego archozaura z rodziny Prestosuchidae. Żył w środkowym triasie na terenie dzisiejszej Brazylii. Jego szczątki odnaleziono w datowanych na ladyn (234–228 mln lat temu) osadach formacji Santa Maria. Gatunkiem typowym rodzaju jest Prestosuchus chiniquensis.

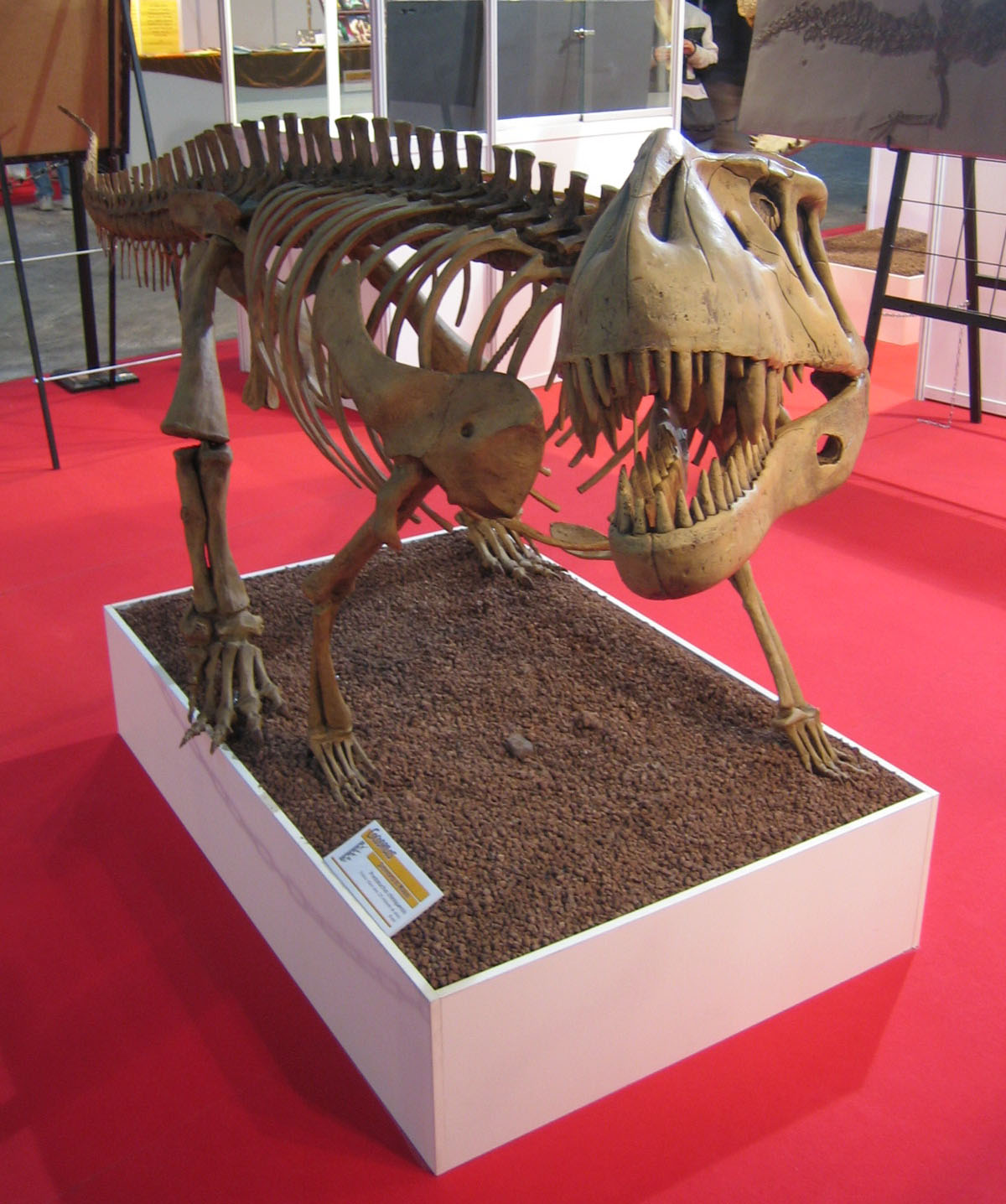
Rekonstrukcja szkieletu

Prestozuch był jednym z większych przedstawicieli Prestosuchidae – osiągał długość pięciu metrów, z czego na czaszkę mógł przypadać nawet metr. Na każdym odcinku kręgosłupa znajdowały się dwie lub trzy kostne płytki zapewniające zwierzęciu dodatkową ochronę.
Jak wszyscy przedstawiciele Prestosuchidae, Prestosuchus był aktywnym lądowym drapieżcą. Ustawienie nóg pod tułowiem, podobnie jak u dinozaurów i ssaków, zwiększało efektywność sposobu poruszania się.
Pozycja filogenetyczna prestozucha i całej rodziny Prestosuchidae przez długi czas nie była dokładnie ustalona – przeważnie klasyfikowano je jako rauizuchy, jednak niektóre analizy kladystyczne sugerowały, że są one bliżej spokrewnione z innymi przedstawicielami grupy Crurotarsi. Według analizy przeprowadzonej przez Stephena Brusatte i współpracowników (2010) Prestosuchus jest najbliżej spokrewniony z Batrachotomus, a te dwa rodzaje oraz zaurozuch należą do kladu Prestosuchidae wewnątrz Rauisuchia.